# Llista de municipis de Pontevedra
Llista dels 62 municipis de la província de Pontevedra:

Mapa municipal

Mapa municipal de la província amb diferent color per comarques

| Nom                  | Població (2002) |
| -------------------- | --------------- |
| Agolada              | 4.117           |
| Arbo                 | 4.173           |
| Baiona               | 11.014          |
| Barro                | 3.444           |
| Bueu                 | 12.469          |
| Caldas de Reis       | 9.444           |
| Cambados             | 13.438          |
| Campo Lameiro        | 2.256           |
| Cangas               | 24.147          |
| A Cañiza             | 6.919           |
| Catoira              | 3.522           |
| Cerdedo              | 2.434           |
| Cotobade             | 4.629           |
| Covelo               | 3.951           |
| Crecente             | 2.818           |
| Cuntis               | 5.573           |
| Dozón                | 2.095           |
| A Estrada            | 22.125          |
| Forcarei             | 4.802           |
| Fornelos de Montes   | 2.181           |
| Gondomar             | 11.861          |
| O Grove              | 11.075          |
| A Guarda             | 10.032          |
| A Illa de Arousa     | 4.885           |
| Lalín                | 20.453          |
| A Lama               | 2.882           |
| Marín                | 25.461          |
| Meaño                | 5.384           |
| Meis                 | 5.009           |
| Moaña                | 18.079          |
| Mondariz             | 5.370           |
| Mondariz-Balneario   | 658             |
| Moraña               | 4.291           |
| Mos                  | 14.033          |
| As Neves             | 4.695           |
| Nigrán               | 16.684          |
| Oia                  | 2.906           |
| Pazos de Borbén      | 3.070           |
| Poio                 | 14.394          |
| Ponte Caldelas       | 6.292           |
| Ponteareas           | 19.475          |
| Ponteceso            | 3.026           |
| Pontevedra           | 76.798          |
| O Porriño            | 16.241          |
| Portas               | 3.219           |
| Redondela            | 29.045          |
| Ribadumia            | 4.182           |
| Rodeiro              | 4.236           |
| O Rosal              | 5.933           |
| Salceda de Caselas   | 6.543           |
| Salvaterra de Miño   | 8.240           |
| Sanxenxo             | 16.222          |
| Silleda              | 9.099           |
| Soutomaior           | 5.513           |
| Tomiño               | 11.334          |
| Tui                  | 16.221          |
| Valga                | 6.173           |
| Vigo                 | 288.324         |
| Vila de Cruces       | 7.004           |
| Vilaboa              | 5.756           |
| Vilagarcía de Arousa | 33.907          |
| Vilanova de Arousa   | 10.378          |